# Slottet Movrove
Slottet Movrove är ett slott i Shushicedalen i Vlora, byggt på 300-talet f.Kr. Murarna är byggda av kalksten.